# 诺文科耶农村居民点
诺文科耶农村居民点（俄语：Новенское сельское поселение）是俄罗斯联邦别尔哥罗德州伊夫尼亚区所属的一个农村居民点。其下辖有2个居民点，行政中心为诺文科耶。据2016年统计，该农村居民点的人口为1755人。